# Eutrichillus neomexicanus
Eutrichillus neomexicanus là một loài bọ cánh cứng trong họ Cerambycidae.